# Annus mirabilis
Annus mirabilis (pl. anni mirabiles) é uma expressão latina cujo significado é ano maravilhoso, ano miraculoso ou ano incrível. É usada para fazer referência a anos em que houve grande desenvolvimento em algum assunto ou conhecimento, ou uma série de eventos muito significativa e impactante. Inicialmente foi usado para se referir ao ano 1666, mas ao longo dos tempos estendeu-se a outros anos nos quais eventos de grande importância ocorreram.

## 1492
Os Reis Católicos (Isabel I de Castela e Fernando II de Aragão) construíram em 1492 a mais poderosa monarquia ocidental com a conquista de Granada (2 de janeiro) e a descoberta da América (12 de outubro) a serem os acontecimentos fulcrais. Em 31 de março expulsaram os judeus de Espanha. 1492 é ainda o ano da elaboração da primeira gramática de uma língua moderna, a Gramática de la lengua castellana; o seu autor, Antonio de Nebrija (importante conselheiro dos monarcas) escreveu, comparando a língua espanhola e a língua latina: siempre la lengua fue compañera del imperio ("a língua foi sempre companheira do império").
Na história da monarquia espanhola há mais anni mirabiles. John H. Elliott propõe 1625, em plena Guerra dos Trinta Anos.

## 1543
1543 é o início da Revolução científica quando:
- Andreas Vesalius publica De humani corporis fabrica ("Da Organização do Corpo Humano"), que revoluciona a anatomia humana e a prática da medicina;
- Nicolaus Copernicus publica De revolutionibus orbium coelestium ("Das Revoluções das Esferas Celestiais") em Nuremberga, Alemanha, que altera a ciência astronómica de forma decisiva.

## 1666
De acordo com o Oxford English Dictionary, a primeira referência à expressão latina vem de "Annus Mirabilis", um poema composto pelo poeta inglês John Dryden sobre os acontecimentos de 1666. A expressão annus mirabilis aplica-se a acontecimentos em Inglaterra, pois apesar da gigantesca calamidade que foi o Grande Incêndio de Londres, o poeta interpreta a inexistência de perdas maiores devido à miraculosa intervenção divina, já que "666" é o Número da Besta e o ano 1666 esperava-se que fosse particularmente desastroso.
Acresce a este evento a vitória inglesa sobre os Países Baixos no contexto da Guerra Anglo-Holandesa, na Batalha do Dia de Santiago Maior.

### Isaac Newton
Em 1666, Isaac Newton fez grandes descobertas e invenções relacionadas com o cálculo, movimento, ótica e gravitação. Assim, 1666 é chamado como o annus mirabilis de Isaac Newton.

## 1759
Uma série de vitórias dos militares britânicos em 1759 ocorreram na América do Norte, Índia e Europa, além de várias vitórias navais, pelo que este ano é chamado annus mirabilis de William Pitt, 1.º Conde de Chatham. Foi ainda o ano decisivo da Guerra dos Sete Anos.

## 1776
O ano de 1776 com todos os eventos relacionados com a Independência dos Estados Unidos é também chamado por vezes annus mirabilis.

## 1905
O ano de 1905 tem sido ligado à expressão annus mirabilis, no domínio da Física, pois é o ano em que Albert Einstein publica as suas descobertas sobre o efeito fotoelétrico, movimento Browniano e a teoria especial da relatividade, além da famosa equação E = mc². Os seus artigos são coletivamente chamados "artigos do Annus Mirabilis", e foram publicados no Annalen der Physik em 1905.